# Háttér-díj
A Háttér Társaság egyesület által alapított díj, amelyet 2005 óta évente ítélnek oda olyan személyeknek (vagy csoportoknak, projekteknek), akik (amelyek) sokat tettek a magyarországi LMBTQI közösségért. A díjat minden évben a Budapest Pride Fesztivál megnyitóján adják át. 2013 óta a díj Ábel Tamás üvegművész munkája.
A díjra bárki jelölhet, a díjazott személyéről a döntést a korábbi díjazottak hozzák meg.
2005 és 2012 között évente két díjat, egy kulturális és egy közélet díjat adták át. Ezt 2013-ban összevonták.

## Díjazottak
- 2005[1]

Háttér Közéleti Díj: Gusztos Péter
Háttér Kulturális Díj: Nádasdy Ádám
- 2006[4][5]

Háttér Közéleti Díj: Ungár Klára, valamint a 15 éves Mások alapítói, Takács Bencze Gábor és Láner László
Háttér Kulturális Díj: Gordon Agáta
- 2007

Háttér Közéleti Díj: (nem osztották ki)
Háttér Kulturális Díj: (nem osztották ki)
- 2008[6]

Háttér Közéleti Díj: Szetey Gábor, a Miniszterelnöki Hivatal volt személyügyi államtitkára, valamint Pálfi Balázs rádióriporter
Háttér Kulturális Díj: Douglas Conrad amerikai filmes (az első budapesti melegfelvonulás szervezője)
- 2009

Háttér Közéleti díj: Romsauer Lajos
Háttér Kulturális Díj: (nem osztották ki)
- 2010[7]

Háttér Közéleti Díj: Gosztony Zsigmond („Gazsi”), a VándorMások vezetője, egyben a Mozaik Közösség egyik alapítója és motorja
Háttér Kulturális Díj: Nagy Sándor, a Háttér Társaság a Melegekért archívumának és könyvtárának „atyja”
- 2011[8]

Háttér Közéleti Díj: Melegség és Megismerés program
Háttér Kulturális Díj: „Leszbikus Herstory” Projekt
- 2012[11]

Háttér Közéleti Díj: Dombos Tamás melegjogi aktivista, a Háttér egyesület jogi szakértője, „a magyarországi lmbtq-mozgalom egyik motorja”
Háttér Kulturális Díj: Lovas Nagy Anna nyíltan leszbikus személyiség, a Labrisz Leszbikus Egyesület társalapítója, a Verazélet c. regény szerzője
- 2013[12]

Háttér-díj: Takács Judit szociológus
- 2014[13]

Háttér-díj: Szabó Judit közgazdász, író
- 2015[14]

Háttér-díj: Mocsonaki László fejlesztő pedagógus, családgondozó
- 2016[15]

Háttér-díj: Nagy Szilvia grafikus, DJ
- 2017[16]

Háttér-díj: Hanzli Péter történész, recenzens
- 2018[17]

Háttér-díj: Virág Zsolt melegaktivista, közgazdász
- 2019[18]

Háttér-díj: Borgos Anna pszichológus, irodalomtörténész, aktivista
- 2020[19]

Háttér-díj: Csehy Zoltán költő, műfordító
- 2021[20]

Háttér-díj: Rédai Dorottya aktivista, genderkutató
- 2022[21]

Háttér-díj: Pál Márton családjogi aktivista, a Szivárványcsaládokért Alapítvány kurátora
- 2023[22]

Háttér-díj: Waliduda Dániel aktivista, újságíró
- 2024[23]

Háttér-díj: Filó Mariann pszichológus, aktivista